# Mikve

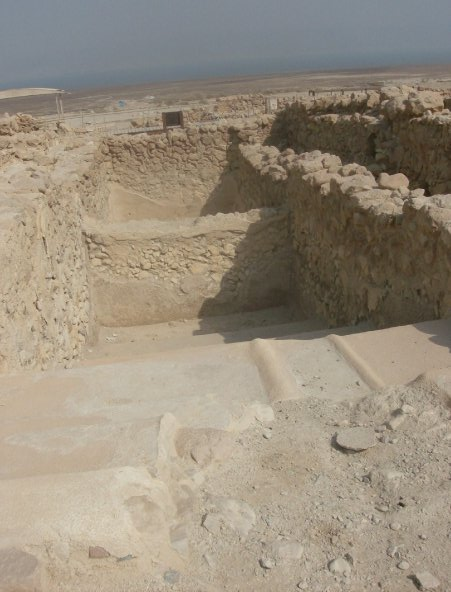
Mikve, baie rituală descoperită în excavațiile arheologice de la Qumran

Mikve (Mikveh, Mikvah, Mikva, în ebraică:מִקְוֶה - mikvè; plural: mikva'ot מקװאות din verbulקוה; în limba idiș míkve la plural „míkves”) este numele băii rituale evreiești din cadrul unei comunități iudaice. Cuvântul "mikvá" (sau mikvah), după cum este el utilizat în Biblia ebraică, înseamnă literal "acumulare" înțelegându-se de obicei o acumulare de apă.
Bazinul de apă are tradițional 7 trepte și o capacitate de cel puțin 500 litri. Potrivit cu tradiția religioasă evreiască, prin scufundarea în apă are loc o curățenie spirituală, nu una fizică. Apa trebuie să fie pură, provenită din pământ (apă freatică), din văi curate sau din apă de ploaie, în nici un caz de la robinet. La cufundarea în apă (inclusiv capul și părul), corpul este complet gol, fără haine, încălțăminte, podoabe etc. 